# Franz Schönfeld (Brauwissenschaftler)
Franz Schönfeld (* 1. Juni 1866 in Hohendodeleben; † 2. Oktober 1940 in Hamburg) war ein deutscher Gärungschemiker und Brauwissenschaftler.

## Leben
Schönfeld wurde geboren als Sohn von Heinrich Schönfeld und dessen Ehefrau Katharina, geb. Bethge. Er besuchte das Gymnasium in Magdeburg. 1886 begann er ein Chemie-Studium an der Universität Halle bei Justus von Liebig und dem Chemiker Jacob Volhard; er hörte aber auch Vorlesungen bei dem Literaturwissenschaftler Rudolf Haym. Nach zwei Semestern wechselte er nach Berlin, wo er bei dem Botaniker Max Carl Ludwig Wittmark, dem Mineralogen Carl Friedrich Rammelsberg sowie bei Ferdinand Tiemann Chemie studierte. Schönfeld dissertierte am 12. August 1891 an der philosophischen Fakultät der Berliner Friedrich-Wilhelms-Universität mit Beiträge zur Kenntnis eines neuen Nonylalkohols und Nonylens.
Im selben Jahr erhielt er eine Anstellung als Assistent in der Abteilung Obergärige Biere bei der Versuchs- und Lehranstalt für Brauerei (VLB) im Institut für Gärungsgewerbe, deren Leitung ihm später übertragen wurde. Ab 1893 war er Vorsteher des Betriebslaboratoriums der VLB. Später oblag ihm auch die Leitung der Versuchs- und Lehrbrauerei.
1904 erfolgte die Ernennung zum Professor an der Landwirtschaftlichen Hochschule in Berlin.
Schönfeld war verheiratet mit Toni, geborene Unger. Nach seiner Emeritierung 1934 zog er in seine Wahl-Heimatstadt Hamburg, wo er 1940 verstarb.

## Ehrungen
- 1904: Kleine Goldene Denkmünze der VLB für seine Verdienste im Hopfen- und Gerstenpreisgericht.
- 1931: Große Goldene Delbrück-Denkmünze
- 1934: Engelhardt-Brauerei-Preis, gestiftet von der Engelhardt-Brauerei-Stiftung.

## Schriften (Auswahl)
- 1902: Obergärige Biere und ihre Herstellung.
- 1903: mit Max Delbrück: Systhem der natürlichen Hefereinzucht.
- 1914: Die Bierbehandlung beim Wirt, Verleger und im Haushalt.
- 1917/18: Einfachbier : Beiträge zur Herstellung und zu wirtschaftlichen und steuertechnischen Fragen desselben.
- 1930/1932/1935: Handbuch der Brauerei und Mälzerei. Erster Band: Roh- und Grundstoffe und ihre Wandlungen bei der Malz- und Bierbereitung.
- 1931: Handbuch der Brauerei und Mälzerei. Zweiter Band: Das Mälzen.
- 1938: Obergärige Biere und ihre Herstellung. Verlag Paul Parey: Berlin 1938 - 2. vollst. neubearb. Auflage[1]